# ۱۲۰۳ (خورشیدی)
۱۲۰۳ هزار و دویست و سومین سال هجری خورشیدی است.